# Julius Biada
Julius Valentin Biada (* 3. November 1992 in Köln) ist ein ehemaliger deutscher Fußballspieler, der zuletzt beimSC Fortuna Köln unter Vertrag stand. Seine bevorzugte Position ist das offensive Mittelfeld.

## Karriere
Biada kam über die Jugendabteilungen des ESV Olympia Köln über den Heiligenhauser SV zum Bonner SC, zu dem er nach einem einjährigen Gastspiel bei den Sportfreunden Troisdorf zurückkehrte. Bei Bayer 04 Leverkusen schaffte er den Sprung von der U-19 zur zweiten Mannschaft in der Regionalliga. Nach einem Jahr bei der U-23 des FC Schalke 04 in der Regionalliga, in welchem er in 33 Einsätzen für die Knappen 11 Tore und 6 Vorlagen erzielen konnte, unterschrieb er einen Zweijahresvertrag beim damaligen Drittligisten SV Darmstadt 98.
In Darmstadt gab er am 4. August 2013 sein Profidebüt im DFB-Pokal beim 5:4-Sieg nach Elfmeterschießen gegen den Bundesligisten Borussia Mönchengladbach. Am 10. August 2013 spielte er dann erstmals in der 3. Liga, als er in der Partie gegen den VfL Osnabrück in der 58. Minute eingewechselt wurde. Sein erstes und einziges Tor in der Aufstiegssaison 2013/14 für die Hessen erzielte er am 15. Spieltag bei der 1:2-Niederlage gegen Wacker Burghausen. Insgesamt wurde er 16 mal in seiner ersten Drittligasaison eingesetzt, kam aber meist nur zu Kurzeinsätzen und erhielt keinen Stammplatz im eingespielten Team der Darmstädter. Auch in der folgenden Zweitligasaison 2014/15 wurde der gebürtige Kölner in der Hinrunde nur im Spiel gegen den FC St. Pauli eingesetzt und nahm deshalb zur Winterpause das Angebot vom Drittligisten SC Fortuna Köln an, von welchem Biada als Ersatz für den verletzten, kreativen Mittelfeldspieler Kristoffer Andersen bis zum 30. Juni 2016 verpflichtet wurde. Insbesondere in der Saison 2015/16 konnte er sich bei der Fortuna mit 14 Treffern und 11 Vorlagen in 33 Spielen etablieren, war nach Marco Königs bester Torschütze seines Vereins und einer der besten Scorer der Liga. Von seinen Toren, die meist aus Fernschüssen resultierten, wurde einer seiner beiden Treffer vom 26. Spieltag am 20. Februar 2016 beim 4:1-Sieg über den SV Wehen Wiesbaden als Vorschlag zum Tor des Monats Februar 2016 in der ARD-Sportschau ausgewählt. Schon während der Saison wurde bekannt, dass Biada in der kommenden Spielzeit wieder in die 2. Bundesliga zurückkehren würde, aus welcher ihm Offerten mehrerer Vereine vorlagen und es somit zu keiner Verlängerung seines Engagements bei der Fortuna kam.
Auch mit der Perspektive auf einen Bundesligaaufstieg begründete er den Wechsel zum Zweitligisten Eintracht Braunschweig, bei welchem Biada am 19. Mai 2016 einen Dreijahresvertrag unterschrieb. Sein erstes Tor in der zweiten Liga erzielte er am 1. Spieltag gegen die Würzburger Kickers zum zwischenzeitlichen 2:0. Insgesamt erhielt er bei seinem neuen Verein am Beginn der Saison 2016/17 viel Einsatzzeit und konnte mit drei Toren auch zum guten Start in die Spielzeit für die Niedersachsen beitragen, bis er sich Anfang Oktober im Training einen Muskelfaserriss zuzog und mehrere Wochen ausfiel. So blieb es am Ende seiner ersten Saison für Braunschweig bei drei Toren und drei Vorlagen in 21 Spieleinsätzen. Auch in der folgenden Saison 2017/18 verletzte er sich beim Training und kam insgesamt in 10 Ligaspielen (1 Vorlage) für die Niedersachsen zum Einsatz.
Nach der Saison, welche mit dem Abstieg von Eintracht Braunschweig endete, wechselte er zum anderen Zweitligaabsteiger, dem 1. FC Kaiserslautern. Im Anschluss an die Spielzeit wurde sein noch bis 2021 gültiger Vertrag in beiderseitigem Einvernehmen aufgelöst. Im Juni 2019 erhielt der Mittelfeldspieler einen Dreijahresvertrag beim Zweitligisten SV Sandhausen. Zur Saison 2022/23 gab dann Drittligist 1. FC Saarbrücken die Verpflichtung des Mittelfeldspielers bekannt. Nach zwei Spielzeiten wurde der Vertrag nicht verlängert. Schließlich kehrte Julius Biada zu zum Viertligsten SC Fortuna Köln zurück und unterschrieb dort ein Zweijahresvertrag. Im März 2025 erlitt er eine Herzmuskelentzündung, woraufhin er in August 2025 seine aktive Karriere als Porfifußballer beendete.

## Erfolge
- 2014: Aufstieg in die 2. Fußball-Bundesliga mit dem SV Darmstadt 98
- 2016: Spieler des 26. und 35. Spieltages in der 3. Liga (gewählt vom Kicker-Sportmagazin)[20][21]
- 2019: Südwestpokalsieger